# Famine du nord de la Chine (1876–1879)
La famine du nord de la Chine de 1876 à 1879 a été causée par de mauvaises récoltes induites par la sécheresse, aboutissant à la famine généralisée. Entre 9,5 et 13 millions de personnes sont mortes dans la Chine de la Dynastie Qing, principalement dans la province du Shanxi (5,5 millions de morts), mais aussi dans le Zhili (aujourd'hui le Hebei, 2,5 millions de morts), le Henan (1 million) et le Shandong (0,5 million). La réduction de la population dans les recensements, comprenant l'exode dû à la famine, montre une baisse de 23 millions de personnes, dont 48% dans le Shanxi (8,18 millions), 25% dans le Shaanxi (2,43 millions) et 22% au Henan (7,48 millions). La sécheresse commença en 1875 et fut influencée par les variations des vents et des températures du phénomène El Niño.

## Efforts de secours
Le missionnaire britannique Timothy Richard rapporta pour la première fois qu'une famine était causée par la sécheresse dans le Shandong au cours de l'été 1876. Il fit appel à la communauté étrangère de Shanghai afin d'obtenir un soutien financier pour venir en aide aux victimes. En mars 1877, le Comité de secours contre la famine du Shandong fut créé avec la participation de diplomates, d'hommes d'affaires et de missionnaires protestants et catholiques.
Richard prit conscience que les conditions de sécheresse étaient encore pires dans la province voisine du Shanxi, qui à l'époque était pratiquement inconnue des étrangers. Au début de 1878, Richard se rendit au Shanxi. Son "journal de la famine" en décrit les conditions. « Que les gens démolissent leurs maisons, vendent leurs femmes et leurs filles, mangent des racines et des charognes, de l'argile et des feuilles, c'est une nouvelle dont personne ne s'étonne... La vue d'hommes et de femmes allongés sans défense sur le bord de la route, ou s'ils sont morts, déchirés par des chiens et des pies affamés? [et celle] d'enfants bouillis et dévorés est si effrayante qu'elle fait frissonner ».
Le Shanxi fut la province la plus gravement touchée par la famine, avec environ 5,5 millions de morts sur une population totale de 15 millions de personnes. Les districts ruraux éloignés et inaccessibles ont le plus souffert.
Pour lutter contre la famine, un réseau international fut créé pour solliciter des dons, dont la plupart provenaient d'Angleterre ou d'entreprises étrangères en Chine. Ces efforts ont rapporté 204 000 taels d'argent, l'équivalent de 7 à 10 millions de dollars en valeur monétaire équivalente en 2012. Les catholiques levèrent au moins 125 000 taels (environ 5 millions de dollars) et leur plus grande présence sur le terrain, dans la zone de famine, leur permit de travailler efficacement au niveau local.

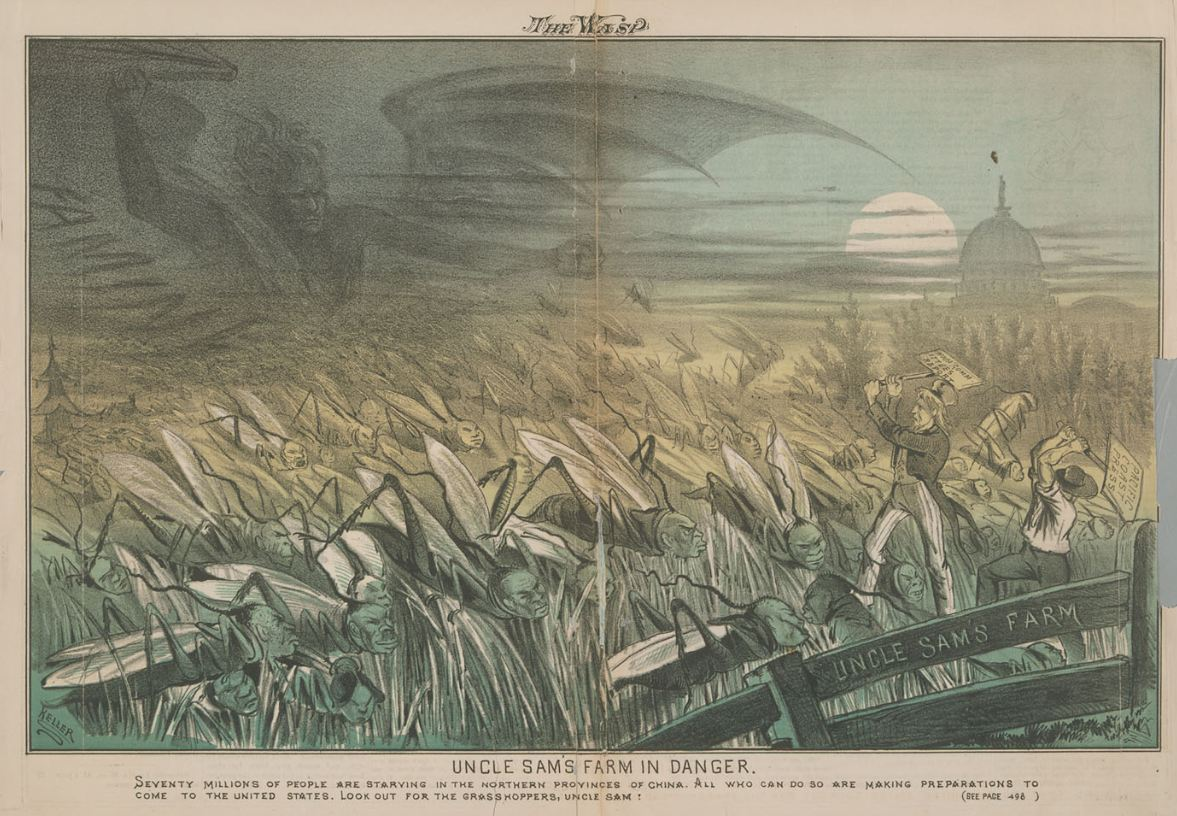
Des immigrants chinois dépeints comme des sauterelles envahissant la ferme de l'Oncle Sam, fuyant l'ombre de la famine, 1878.

Plus de 40 missionnaires catholiques et 31 missionnaires protestants administrèrent les efforts de secours sur le terrain, ce qui permit d'aider environ 3,4 millions de personnes dans le seul Shanxi. Parmi les protestants figuraient Arthur Henderson Smith (en) et William Scott Ament (en), qui deviendraient plus tard des personnalités connues. Trois missionnaires protestants moururent d'une maladie, probablement le typhus, qui sévissait dans la zone de famine,.
Le gouvernement Qing, des philanthropes chinois et des hommes d'affaires réagirent également à la famine en collectant des fonds à l'aide d'une brochure illustrée intitulée "Images pour tirer des larmes de fer". Il y avait une rivalité entre les efforts de secours étrangers et chinois. Les Chinois craignaient que les missionnaires n'utilisent leurs efforts contre la famine pour répandre le christianisme et pour adopter et christianiser des enfants orphelins. Ils collectèrent ainsi d'importantes sommes d'argent pour créer des orphelinats et rachetèrent les femmes et enfants qui avaient été vendus comme esclaves. Alors que la plupart des secours étrangers mettaient l'accent sur le Shanxi, l'effort privé chinois était investi principalement dans le Henan, dont les habitants étaient crus farouchement anti-étrangers, et dans le Shandong.

## Le retour des pluies salvatrices
En juin 1879, de fortes pluies commencèrent à tomber sur une grande partie de la zone de famine, et avec la récolte cet automne-là, le pire de la famine était passé. Cependant, de nombreuses zones rurales furent dépeuplées par la famine, la maladie et la migration des personnes démunies vers les zones urbaines. Pour les étrangers, les énormes pertes en vies pendant la famine était due au "retard" de la Chine et à l'inefficacité et à la corruption du gouvernement Qing. La famine rendit les Chinois, selon les mots d'un chercheur, de plus en plus conscients de leur «infériorité matérielle et de leur fierté culturelle bafouée», augmentant leur mécontentement à l'égard des Qing. Les missionnaires protestants croyaient que leur travail pendant la famine établirait une bonne disposition parmi les Chinois pour les étrangers et créerait des opportunités de travail missionnaire. Les missionnaires, dont la bande d'Oberlin, commencèrent à travailler en grand nombre dans la province du Shanxi après cette famine.

## Articles liés
- Famines en Chine
- Grande Famine (Inde) de 1876-1878
- Grande crise orientale
- Traité de Tien-Tsin (1858)